# Don Daglow
Don Daglow est un concepteur, programmeur et producteur de jeux vidéo américain. Il est principalement connu pour avoir créé les jeux vidéo Dungeon  en 1975 et Utopia en 1981 qui sont aujourd’hui considérés comme des précurseurs de leurs genres respectifs, le jeu vidéo de rôle et le jeu de stratégie au tour par tour,. Il a aussi développé le premier jeu vidéo de baseball interactif Baseball en 1971 et le premier MMORPG proposant des graphismes, Neverwinter Nights en 1991. 
Il a également créé en 1988 le studio de développement Stormfront Studios. 

## Travaux principaux
- 1971 : Baseball
- 1975 : Dungeon
- 1981 : Utopia